# Kwadratisch oppervlak

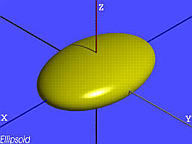
Ellipsoïde

Een kwadratisch oppervlak kan omschreven worden als een D-dimensionaal oppervlak dat door een vergelijking van tweede orde beschreven wordt.
In een coördinatensysteem als {\displaystyle \{x_{1},x_{2},...x_{D}\}}, is de algemene omschrijving als volgt:
{\displaystyle \sum _{i,j=1}^{D}Q_{i,j}x_{i}x_{j}+\sum _{i=1}^{D}P_{i}x_{i}+R=0}
Hierin zijn Q, P en R de variabelen.
In drie dimensies (D = 3) levert dat voor wat betreft de kwadratische termen, en in de veronderstelling dat de assen van de kegelsnede evenwijdig zijn met de coördinaatsassen:
{\displaystyle \pm {x^{2} \over a^{2}}\pm {y^{2} \over b^{2}}\pm {z^{2} \over c^{2}}=1}
Bij het catalogeren van de verschillende mogelijke vormen kan men volgende vereenvoudigingen in rekening brengen, zonder mogelijke vormen te verliezen:
- Termen in x.y, x.z en y.z kunnen worden weggelaten, want in de praktijk kunnen deze termen worden geëlimineerd door een geschikte rotatie van het assenkruis. De vorm van de kwadriek verandert hierdoor niet.
- Indien een variable kwadratisch voorkomt hoeft men geen lineaire term in dezelfde variabele te voorzien, want in de praktijk kan deze lineaire term worden geëlimineerd door een verschuiving van het assenkruis.
- Indien er minstens één lineaire term overblijft hoeft men geen constante term te voorzien, want dan kan ook deze door een verschuiving van het assenkruis geëlimineerd worden.

Deze stappen zijn overigens ook de bewerkingen die worden uitgevoerd bij een reductie van een kegelsnede.
In de Euclidische ruimte zijn er 16 verschillende vormen van kwadratische oppervlakken, waarvan de onderstaande het meest interessant zijn.
| ellipsoïde                     | {\displaystyle x^{2}/a^{2}+y^{2}/b^{2}+z^{2}/c^{2}=1\,} |
| sferoïde (speciale ellipsoïde) | {\displaystyle x^{2}/a^{2}+y^{2}/a^{2}+z^{2}/b^{2}=1\,} |
| bol (speciale sferoïde)        | {\displaystyle x^{2}/a^{2}+y^{2}/a^{2}+z^{2}/a^{2}=1\,} |
| elliptische paraboloïde        | {\displaystyle x^{2}/a^{2}+y^{2}/b^{2}-z=0\,}           |
| ronde paraboloïde              | {\displaystyle x^{2}/a^{2}+y^{2}/a^{2}-z=0\,}           |
| hyperbolische paraboloïde      | {\displaystyle x^{2}/a^{2}-y^{2}/b^{2}-z=0\,}           |
| eenbladige hyperboloïde        | {\displaystyle x^{2}/a^{2}+y^{2}/b^{2}-z^{2}/c^{2}=1\,} |
| tweebladige hyperboloïde       | {\displaystyle x^{2}/a^{2}-y^{2}/b^{2}-z^{2}/c^{2}=1\,} |
| dubbelkegel                    | {\displaystyle x^{2}/a^{2}+y^{2}/b^{2}-z^{2}/c^{2}=0\,} |
| elliptische cilinder           | {\displaystyle x^{2}/a^{2}+y^{2}/b^{2}=1\,}             |
| ronde cilinder                 | {\displaystyle x^{2}/a^{2}+y^{2}/a^{2}=1\,}             |
| hyperbolische cilinder         | {\displaystyle x^{2}/a^{2}-y^{2}/b^{2}=1\,}             |
| parabolische cilinder          | {\displaystyle x^{2}+2y=0\,}                            |

De cilindrische kwadrieken kenmerken zich door de afwezigheid van een van de variabelen. Hierdoor blijft de kwadriek invariant door verschuivingen van het assenkruis in een richting evenwijdig aan de as van de ontbrekende variabele. Indien bijvoorbeeld de variabele z niet voorkomt in de vergelijking betekent dit dat het verband tussen x en y in elk horizontaal vlak evenwijdig aan het xy-vlak steeds hetzelfde blijft.